# Португальское демократическое движение
Португальское демократическое движение/Демократические избирательные комиссии (порт. Movimento Democrático Português/Comissaões Democráticas Eleitorais, MDP/CDE или просто MDP) — одна из важнейших организаций демократической оппозиции Португалии периода Нового государства. Была основана в 1969 году как избирательная коалиция, призванная участвовать в парламентских выборах, однако в силу их недемократичности и манипулируемости не смогла провести ни одного депутата, хотя вопреки препятствиям набрала более 10 % голосов.

## История

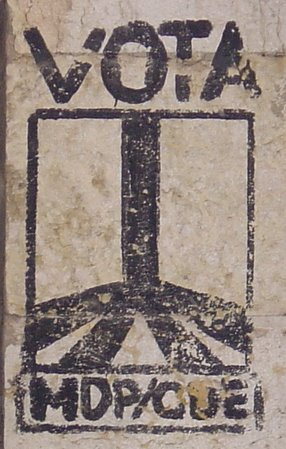
Граффити MDP/CDE

В 1973 году MDP приняла участие в Демократическом конгрессе Авейру, крупнейшем собрании демократов за время диктатуры. После Революции гвоздик в 1974 году входила в состав каждого временного правительства, за исключением 6-го, а в 1979 году работала в коалиции с Португальской коммунистической партией в составе Электорального фронта «Единый народ» (FEPU), а затем в Объединённом народном альянсе (APU), добившись важных результатов на выборах.
В 1986 году возникли разногласия с компартией, после чего коалиция распалась, а позднее была распущена и MDP. Одна часть бывшей MDP сформировала политическую ассоциацию «Демократическое вмешательство» (порт. Intervenção Democrática), члены которой продолжили участвовать в Коалиция демократического единства с коммунистами и зелёными, а другая, также совместно с частью бывших активистов ПКП — новую партию «Политика XXI» (порт.  Politica XXI), которая вошла в состав Левого блока.